# Emmi Floor
Emmi Floor (* 18. Januar 1993) ist eine ehemalige finnische Biathletin.
Emmi Floor startet für Ruoveden Pirkat. Sie gab ihr internationales Debüt bei den Juniorinnenrennen der Biathlon-Europameisterschaften 2014 in Nové Město na Moravě. In Tschechien wurde sie 53. des Einzels und 55. des Sprints, das darauf basierende Verfolgungsrennen beendete sie als überrundete Läuferin nicht. Für das Staffelrennen wurde sie an die Seite von Sanna Markkanen, Laura Toivanen und Anna Hiidensalo in die finnische Frauenstaffel berufen und dort als Schlussläuferinnen eingesetzt. Finnland belegte Rang zehn.
Neben Biathlon bestreitet Floor auch Skilanglauf. Seit 2012 trat sie bei den nationalen Juniorenmeisterschaften an, zudem in FIS-Rennen, ohne dabei nennenswerte Resultate zu erreichen.